# Prasonísi (ö i Grekland, Sydegeiska öarna, Nomós Dodekanísou)
Prasonísi är en ö i Grekland.   Den ligger i prefekturen Nomós Dodekanísou och regionen Sydegeiska öarna, i den sydöstra delen av landet, 400 km sydost om huvudstaden Aten. Arean är 3,5 kvadratkilometer.
Terrängen på Prasonísi är platt. Öns högsta punkt är 75 meter över havet. Den sträcker sig 1,4 kilometer i nord-sydlig riktning, och 2,0 kilometer i öst-västlig riktning.